# 싱글리시
싱글리시(Singlish)는 싱가포르에서 사용하는 영어 방언이다. 그리고 독특한 악센트가 나타난다. 영국식/미국식 영어와는 달리, 속어와 문법 차이가 있기 때문에 알아듣기 힘들다. 싱가포르에서는 영어, 중국어, 말레이어, 타밀어가 공용어로 사용되기 때문에 싱가포르식 영어는 이들 언어의 영향을 받았다.
중요한 특징으로는 문장 끝에 강조를 나타내는 ~lah?(중국어의 la가 어원임)나, 의문문에 사용되는 -ka?(어원은 중국어의 了임)나 주어 생략 등이 있다. 그리고 과거 현재 미래의 어미 변화도 현재형으로 통일되었다. r을 l로 발음한다(예를 들면 very, already가 vely, oreddy가 된다). 영어에도 없는 어휘도 상당히 많이 나타난다(예를 들면 si beh는 민남어의 매우, lobang은 말레이어로 구멍).
문법은 다른 언어에 영향을 받았다. 문장 뒤에는 lah, leh, mah를 붙이고, 동사 시제는 변하지 않는다. be동사는 생략한다.
싱가포르 정부는 싱글리시 사용을 배제하고, 공공 방송 기관에서는 중국어 방언 방송이 금지되어 있다. 하지만 딕 리의 노래에 포함되어 있는 싱가포르식 영어나 싱가포르 국립대학교에서 싱가포르식 영어 강좌도 개설되어 있다. 싱가포르 국민들 중에는 싱글리시를 자신의 정체성으로 삼는 사람들이 늘어나고 있으며, 학자들도 동남아시아에서 벌어지는 영어 간략화 현상이라고 말하는 학자들도 있다.

## 예제
- Yar?=Yes.
- No Lah=No.
- Tink wad?=What do you think?.
- OK lah =OK.
- You liddat think meh? =Do you think like that?
- Haiya, Nevermind one lah. = It's okay, don't worry.
- Don't say I say. = Don't tell anything that I said.

## 싱글리시 특유 단어

### 영어류
- COE (Certificate of Entitlement) - 차량 등록 번호(운전하거나 차를 살 때 필요한 자격으로, 정부가 차량 숫자를 제한하고 있기에, 가격이 급등하였다）
- coffe shop - 까페(Café）
- CPF (Central Provident Fund) - 중앙공적금(中央公积金)
- FIN (Foreigner's Identification Number) - 외국인신분식별번호(外国人身份识别号）장기 비자용
- food court / hawker centre - food court
- HDB (Housing Development Board) - 주택개발국(建屋发展局) 또는 정부에서 주는 주택
- ISA - 내부 안전 조례(内部安全条例)
- MinDef (Ministry of Defence) - 국방부(国防部)
- MRT - 싱가포르 전철(지하철)
- NDP (National Day Parade) - 국경일 퍼레이드(国庆日检阅礼)
- NRIC (National Registration Identity Card) - 주민등록증(国民登记身份证)
- NS (National Service) - 의무복무, 병역(国民服役）
- PAP - 인민행동당(人民行动党)
- SAF - 싱가포르 무장 부대(新加坡武装部队)

### 말레이어류
- alamak! - 엄마야!
- bukit - 언덕(小山/山坡)
- boleh - 좋아, OK(行/可以)
- chop - 도장（말레이어 cap）
  - 예："Immigration will chop your passport".（“이민국(移民局)에서 여권에 도장 찍어 줄 거예요.”）
- jalan - 큰 길, 가다(大街/走)
- kampung - 시골(乡下/村落)
- kosong - （말레이어 Kosong，텅 비다）
- makan - 먹다
- sayang - 좋아하다, 보배(喜欢/宝贝)
- shiok! - 쿨！
- sotong - 오징어（“바보(傻瓜)” 의미도 있다）
- ulu - 구석진(边远/偏僻的)
- Terima kasih！ - 고마워/감사합니다/땡큐

### 중국어류
- ah - 「아」（어기조사）
- aiyah! / aiyoh! - 아이야/아이요「哎呀！」/「哎哟！」
- lah - 「라啦」（어기조사）
- loh - 「로咯」（어기조사）
- wah! - 「와哇！」

### 민남어류
- Ah Beng - 「阿明」（매너나 교양이 없는 중국계 남자를 가리킴）
- ang mo - 「紅毛」（앙 모(붉은 털), 서양사람“洋人”，본래는 네덜란드사람을 뜻했음）
- chio [tshio] - 「俏」（“섹시”또는“귀여운”）
- hau lian - 「好練」으로 표기하기도 하나 버릇 없다는 뜻의“囂張”
- jia lat [tsia lat] -「吃力」엉망이다, 망했다（糟糕）
- kia su [kiann su] - 「驚輸」（怕輸）질까 봐 두렵다
- kia si [kiann si] - 「驚死」（怕死）죽을까 두렵다
- sui - 「水」로도 표기하나 예쁘다,아름답다 등의 의미(“好看”、“漂亮”,“美麗”）
- wah biang - 오메(“天啊”)
- wah lau - 「哇咾」（놀라움을 표시하며，“哇靠”라고도 한다.）
- sian - 한가(「閑」)하다는 한자로 「顯」라고도 쓰이며 재미없고 무료하다“無聊”또는 궁금하고 답답하고 속터진다“納悶”는 뜻），
- tsa pa lang -「雜八郎」（혼합물“混合物”또는 다 섞인 짬뽕이라는 뜻으로，본래 말레이어의 Campuran에서 왔다）

### 광동어류
- chit cheut - 「切踔」（동작이 매우 바쁘거나 촉박함을 형용하는 단어）
- leh - 「咧」레（어기조사）
  - 예："I don't know leh?!".（“我不知道咧？！”）모른데이~
- meh - 「咩」메（반문（反问)을 나타내는 어기조사）
  - 예："Really got meh?!".（“真的有咩？！”）진짜야?!

## 같이 보기
- 러시아영어
- 콩글리시